# Сайрънсестър
Са̀йърънсестър (на английски: Cirencester) е град в югоизточната част на област (графство) Глостършър, Югозападна Англия. Той е административен и стопански център на община Котсуолд. Населението на града към 2010 г. е 19 000 жители.
Най-ранните данни за селището са от около 150 година от новата ера, от времето на владичеството на Римската империя по британските земи. Римското име на града е било „Corinium“.
В Сайърънсестър се намира основаният през 1845 година „Кралски земеделски колеж“, който е със статут на висше учебно заведение. Това е най-старото учебно заведение по тази специалност в англоезичния свят.
Сред основните забележителности на града е средновековната англиканска църква „Св. Йоан Кръстител“, изградена в периода 12-15 век. Освен нея, в града има и римокатолическа църква посветена на „Св. Петър“, както и баптистка църква. Градският музей, посветен на римската история на града, притежава обширна сбирка от експонати от римско време.

## География
Сайърънсестър е разположен в Котсуолд Хилс, в южната част на община Котсуолд, на около 5 километра северно от границата с графство Уилтшър. Областният център Глостър се намира на 25 километра в северозападно направление, а столицата Лондон отстои на около 150 километра източно от града.
На няколко километра югозападно от Сайърънсестър, в близост до село Кембъл, се намира изворът на най-важната река в кралството - Темза.
Градът е разделен условно на пет района (квартали): „Градски център“, „Дъ Бийчис“, „Уотърмур“, „Честъртън“ и „Стратън“, като последните два в миналото са били самостоятелни села извън градската структура. На около километър южно от Сайрънсестър е разположено село Сидингтън, което вероятно в близко време също ще бъде присъединено към града.

## Личности
Сайърънсестър е родното място на един от бележитите музиканти в историята на рок музиката барабанистът Кози Пауъл.